# Nowa Ziemia
Nowa Ziemia (ros. Новая Земля, Nowaja Ziemla) – grupa wysp na Oceanie Arktycznym należąca do Rosji (obwód archangielski). Leży w strefie klimatów okołobiegunowych.

## Geografia

### Położenie
Nowa Ziemia leży na północno-wschodnim krańcu Europy. Archipelag otaczają wody Morza Barentsa od zachodu i Morza Karskiego od wschodu.
Od kontynentu (ściślej: od wyspy Wajgacz) oddzielona jest cieśniną Karskie Wrota.
Wschodnim wybrzeżem Nowej Ziemi przebiega umowna granica między Europą a Azją, zaś północno-wschodni cypel – przylądek Flissingski – stanowi wysuniętą najdalej na wschód część Europy.

### Powierzchnia
Powierzchnia wysp wynosi ponad 82,6 tys. km². Wyspy z północy na południe ciągną się na długości 925 km, zaś w najszerszym miejscu Wyspa Południowa w linii wschód-zachód ma szerokość 143 km.
Administracyjnie należą one do obwodu archangielskiego i stanowią odrębny rejon w jego ramach. Archipelag składa się z wielu wysp, wśród których największe to Wyspa Północna i Wyspa Południowa rozdzielone cieśniną Matoczkin Szar.
Około 25% powierzchni pokrywają lodowce. Ich średnia miąższość to 300 m. Główny lodowiec wysp ciągnie się na długości ok. 400 km i ma szerokość 70-75 km. W niektórych miejscach lodowiec kończy się dopiero na brzegu morza.
Z geologicznego punktu widzenia archipelag stanowi przedłużenie gór Ural, zatem powierzchnia wysp jest w większości górzysta (wys. do 1547 m n.p.m.).

### Roślinność

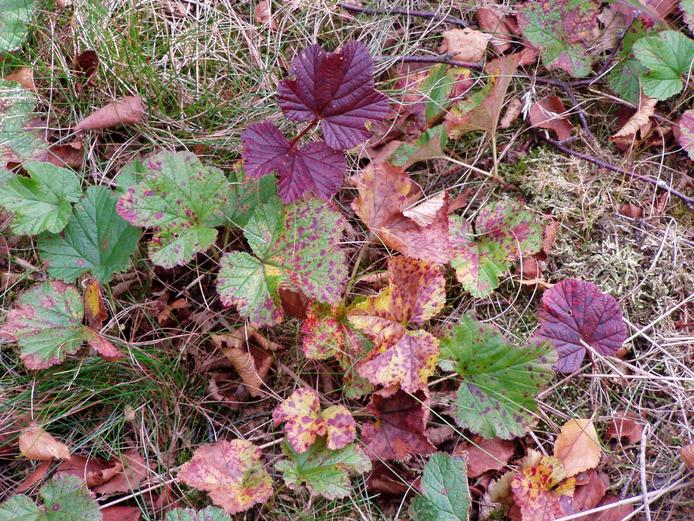
Malina moroszka

Niepokryte lodem tereny Nowej Ziemi porasta roślinność tundrowa. Flora regionu jest dość bogata pod względem liczby występujących gatunków, zaś największe zróżnicowanie występuje w rejonie półwyspu Gusinyj Nos. W tamtej okolicy rośnie 197 gatunków i podgatunków roślin, spośród których 3 nie występują w żadnym innym miejscu na wyspach.
Miejscowa roślinność składa się z gatunków występujących w tundrach położonych na południu, gdzie klimat jest nieco łagodniejszy; większość to gatunki lubiące obszary podmokłe i silnie zabagnione.
Rosną tutaj liczne gatunki mchów i porostów, trawy i niewielkie krzewinki (znaczenie dla ludzkiej gospodarki mają m.in. moroszki i borówki brusznice). Rośnie tutaj także pewna liczba gatunków roślin kwiatowych, spośród których wymienić można np. siedmiopalecznik błotny. Brak jest natomiast drzew, pomijając formy karłowate (np. brzozy).

### Fauna
Świat zwierzęcy wysp reprezentują głównie ptaki, zarówno pod względem liczby gatunków, jak i liczebności osobników. Wszystkie gatunki żyją tutaj jedynie w ciepłej połowie roku i na zimę odlatują na południe, zaś na Nową Ziemię przylatują w końcu maja i czerwcu na okres lęgowy. Żyją tutaj w dużej liczbie m.in. rybitwy, wydrzyki (tęposterny, ostrosterny i długosterny), sowa śnieżna, pardwa mszarna, nury, kaczki, gęsi (m.in. białoczelna i zbożowa), edredony, myszołów włochaty, oraz drobne wróblowe, wśród których można wymienić np. śniegułę. Spotyka się tutaj także łabędzie. Większość spośród wymienionych ptaków gnieździ się w okolicach podmokłych i zabagnionych, gdzie znajduje się obfitość pokarmu: ryb, bezkręgowców i roślinności wodnej.
Ze ssaków żyją tutaj m.in. lisy polarne (pieśce), niedźwiedzie polarne i lemingi.
W przybrzeżnych wodach żyją morskie ssaki: różne gatunki fok (np. foka wąsata), białuchy. Niegdyś liczba występujących tutaj gatunków fok była większa, jednak zostały one wytępione przez myśliwych. Także populacja morsów zachowała się tylko w północnej części archipelagu. Wody te obfitują także w rozmaite gatunki ryb.
W okresie wiosenno-letnim na lądzie występują także liczne gatunki owadów i innych bezkręgowców.

### Klimat

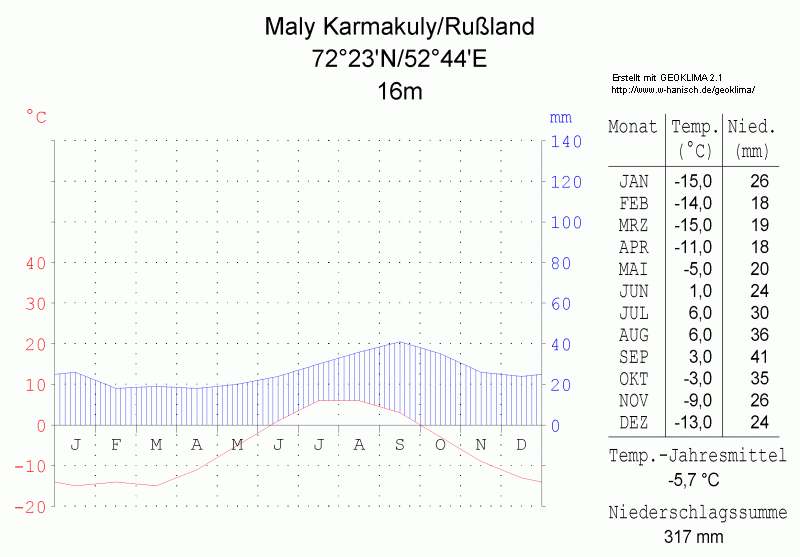
diagram pokazujący klimat wysp na przykładzie wielkości opadów i temperatur w stacji meteorologicznej Małyje Karmakuły, położonej na południowym zachodzie wysp

Na wyspach panuje surowy, polarny klimat, jedynie na południowych skrawkach wysp występuje klimat typu subpolarnego. Lokalny klimat charakteryzuje się długą i chłodną zimą, z silnymi wiatrami, dochodzącymi do 50 m/s i burzami śnieżnymi oraz zamieciami. Zimą temperatury spadają do −40 °C. Dzięki opływającemu wyspy od zachodu ciepłemu prądowi morskiemu – Golfsztromowi temperatury powietrza w zimie są dużo wyższe, niżby wynikało to z położenia geograficznego archipelagu i wynoszą do ok. -14 °C (na południu) do ok. -22 °C (na północnym wschodzie).
Lato jest krótkie i chłodne. Średnia temperatura najcieplejszego miesiąca – sierpnia waha się 2,5 °C na północy do 6,5 °C w południowej części wysp.
Umowne granice pór roku to:
- zima: listopad – kwiecień
- wiosna: maj – czerwiec
- lato: lipiec – sierpień
- jesień: wrzesień – październik

Średnio spada tutaj ok. 317 mm opadów, których maksimum przypada na okres od sierpnia do października.

### Bogactwa naturalne
Na wyspach znajdują się złoża rud miedzi, cynku i ołowiu. Znajdują się tutaj także złoża węgla kamiennego.

## Ludność
Stałą ludność wysp stanowi 2302 osób (2020; dane spisowe).
Stali mieszkańcy zamieszkują wyłącznie Wyspę Południową. Największą i jedyną obecnie stale zamieszkiwaną osadą jest osiedle typu miejskiego Biełuszja Guba, liczące 1972 mieszkańców (2020). Administracyjnie w jej skład wchodzi też Rogaczowo, położone ok. 12 km od Biełuszjej Guby, gdzie znajduje się Baza lotnicza Amdierma-2. Niegdyś ok. 350 km na północ istniała także jeszcze jedna osada, wykorzystywana przez badaczy poszukujących surowców mineralnych.
Biełuszja Guba została założona w 1954 w związku z powstaniem poligonu atomowego. Obecnie osada przypomina inne rosyjskie miasteczka: jest tutaj cerkiew, szkoła, przedszkole, szpital (wojskowy), kilka sklepów i punktów usługowych (m.in. fryzjer i studio fotograficzne), basen, 3 hotele itd. Część z tej infrastruktury służy głównie przebywającym tutaj czasowo wojskowym. Ewenementem miasta jest nierównowaga demograficzna stałej populacji: mężczyźni stanowią aż 75,7%.
Stałymi mieszkańcami wysp jest też niespełna 100-osobowa populacja Nieńców, prowadząca półkoczownicze życie myśliwych i rybaków.
Ponadto przebywa tutaj czasowo zmienna liczba osób z personelu wojskowego i badawczego.

## Historia
Do południowych części wysp jako pierwsi prawdopodobnie dotarli na przełomie XI i XII wieku ruscy i fińscy (Karelowie, Wepsowie) kupcy z Nowogrodu, jednak odkrycie to nie pociągnęło za sobą żadnych konsekwencji, jako iż arktyczny archipelag nie przedstawiał wartości ani jako miejsce osadnictwa, ani z gospodarczego punktu widzenia. Prawdopodobnie były one znane już wcześniej ludom ugrofińskim i samojedzkim. Pierwsza prawdziwie badawcza ekspedycja dotarła tutaj w 1553 r. Kierował nią Hugh Willoughby, szukający tzw. Przejścia Północno-Wschodniego. W 1596 roku Willem Barents jako pierwszy dotarł do północnego krańca archipelagu i przezimował na jego wschodnim wybrzeżu. Zmarł w trakcie drogi powrotnej 20 czerwca 1597 r. Tragiczne losy tej wyprawy stały się podstawą filmu Nova Zembla z 2011 roku.
Aż do XIX wieku Nowa Ziemia pozostawała bezludna i jedynymi ludźmi, jacy się na niej pojawiali, byli lądujący tu niekiedy norwescy i rosyjscy rybacy oraz myśliwi polujący na morskie ssaki, operujący na okolicznych wodach. Jakkolwiek wyspy nie przedstawiały żadnego znaczenia i były niezamieszkane, to jednak imperium Rosyjskie uważało je za część terytorium państwa; na tym tle pojawiały się niekiedy konflikty dyplomatyczne z Norwegią.
Dopiero w 2. połowie XIX w., w związku z ociepleniem się klimatu osiadło tutaj kilka rodzin nienieckich. Pierwsi osadnicy pojawili się w 1872, kolejna grupa 6 rodzin (24 osoby) została osadzona tutaj w 1877. W latach 80. XIX wieku ta niewielka kolonia stanowiła już stałą ludność regionu.
W 1905 przybył na Nową Ziemię z Archangielska polski geolog, zesłaniec polityczny Adam Marceli Piwowar, który podczas krótkiej wyprawy opisał wysoczyznę pokrytą lodowcami typu alpejskiego (Centralne Plateau Heima), liczne jeziora, które nazwał jeziorami Ekstama oraz wypływającą z tych jezior rzekę o długości 30 km, nazwaną przez niego rzeką Nałkowskiego. Ponadto ustalił dyslokacyjne pochodzenie cieśniny Matoczkin Szar oraz odkrył złoża węgla kamiennego i rud metali.
Pisarz Aleksander Sołżenicyn w Archipelagu GUŁag opisuje, że w czasach panowania reżimu sowieckiego Nowa Ziemia była jednym z miejsc zesłania dla osób oskarżonych z artykułu 58 o zazwyczaj rzekomą kontrrewolucję. Nie wrócił stamtąd nigdy żaden żywy zek [czyli więzień – przyp. cytującego]. Co się tam wydobywało, co budowało, jak się żyło, jak umierało, tego do dzisiejszego dnia nikt nie wie. Stowarzyszenie Memoriał zbadało kwestię rzekomych łagrów stalinowskich na Nowej Ziemi i obecnie brak wzmianek o tym co niby wydobywano, budowano oraz brak naocznych świadków (o czym pisał Sołżenicyn) wskazują, że była to jedna z legend tej epoki, bo obozów pracy przymusowej na Nowej Ziemi nie było.

## Poligon atomowy i skażenie radioaktywne

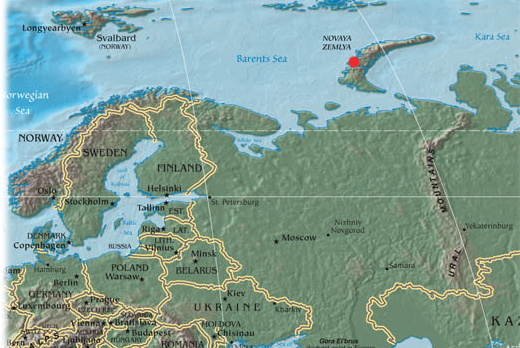
miejsce detonacji największej w historii bomby atomowej – car-bomby

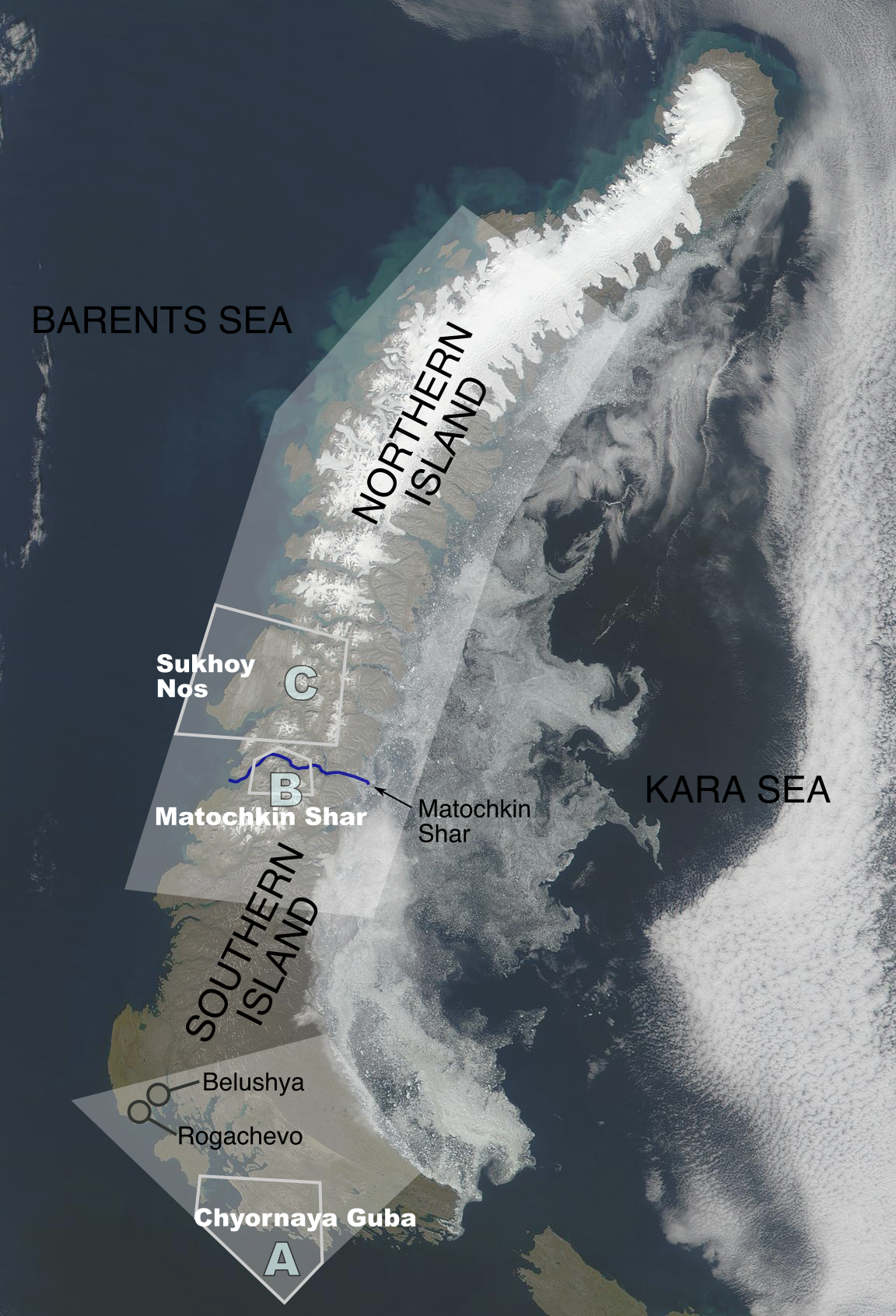
Poligony atomowe na Nowej Ziemi

7 września 1954 ZSRR założył tutaj swój poligon nuklearny. Pierwszą bombę zdetonowano w 1955, 30 października 1961 zdetonowano tam największy jak do tej pory ładunek nuklearny na świecie – "Car Bombę" (ros. Царь-бомба) o mocy 58 megaton. Od 1963, kiedy to zawarto porozumienie ze Stanami Zjednoczonymi o ograniczeniu prób nuklearnych, przeprowadzano tutaj tylko wybuchy podziemne, o znacznie mniejszej mocy ładunków. W sumie od 21 września 1955 r. do 24 października 1990 na poligonie tym przeprowadzono 135 prób atomowych, z czego nad powierzchnią ziemi 87, 1 – naziemny, 2 – nadwodne, 3 – podwodne i 42 podziemne.
Poligony atomowe:
- Czornaja Guba (ros. Чёрная Губа); współrzędne geograficzne: 70°42'N 54°36'E – wykorzystywany głównie w latach 1955-1962.
- Matoczkin Szar (ros. Маточкин Шар); współrzędne geograficzne: 73°24'N, 54°54'E – doświadczenia podziemne w latach 1964-1990
- Suchoj Nos (ros. Сухой Нос); współrzędne geograficzne: 73°42'N, 54°E – wykorzystywany w latach 1957-1962.

Ponadto doświadczenia z bronią nuklearną przeprowadzano też w innych miejscach archipelagu, gdyż oficjalnie poligon atomowy zajmował ponad połowę obszaru Nowej Ziemi. W wyniku tych doświadczeń w niektórych częściach wysp panuje skażenie radioaktywne. Wokół Nowej Ziemi znajdują się największe składowiska odpadów radioaktywnych na świecie.